# Andreas Skov Olsen
Andreas Skov Olsen (Hillerød, 29 december 1999) is een Deens voetballer die doorgaans speelt als rechtsbuiten. In januari 2025 verruilde hij Club Brugge voor VfL Wolfsburg. Olsen maakte in 2020 zijn debuut in het Deens voetbalelftal.

## Clubcarrière
Olsen speelde in de jeugd van Alsønderup SG&I en werd in 2012 opgenomen in de opleiding van FC Nordsjælland. Bij die club zou hij later ook zijn professionele debuut maken. Op 23 juli 2017 werd gespeeld tegen Brøndby IF. Namens die club kwamen Teemu Pukki en Lasse Vigen Christensen tot doelpunten en Nordsjælland scoorde via Godsway Donyoh (tweemaal) en Ernest Asante. Olsen begon op de reservebank en van coach Kasper Hjulmand mocht hij in de blessuretijd invallen voor Emiliano Marcondes. Zijn eerste doelpunt in de hoofdmacht volgde op 22 juli 2018. Tijdens de tweede speelronde van het seizoen 2018/19 opende hij na vier minuten de score op bezoek bij Aarhus GF. Uiteindelijk werd het 1–1 door een gelijkmaker van Jakob Ankersen. In de rest van dat seizoen behield hij zijn basisplaats en hij kwam tot tweeëntwintig doelpunten.
Hij tekende in juli 2019 een contract tot medio 2024 bij Bologna, dat zes miljoen euro voor hem betaalde aan FC Nordsjælland. Na tweeënhalf jaar bij de Italiaanse club, verkaste Olsen in januari 2022 voor een bedrag van circa zeven miljoen euro naar Club Brugge, waar hij zijn handtekening zette onder een verbintenis voor de duur van vierenhalf jaar. Drie jaar later werd de Deen voor circa veertien miljoen euro verkocht aan VfL Wolfsburg, wat hem voor vierenhalf jaar contracteerde.

## Clubstatistieken
| Seizoen | Club            | Competitie      | Competitie | Competitie | Beker | Beker | Internationaal | Internationaal | Totaal | Totaal |
| Seizoen | Club            | Competitie      | Wed.       | Dlp.       | Wed.  | Dlp.  | Wed.           | Dlp.           | Wed.   | Dlp.   |
| ------- | --------------- | --------------- | ---------- | ---------- | ----- | ----- | -------------- | -------------- | ------ | ------ |
| 2017/18 | FC Nordsjælland | Superligaen     | 5          | 0          | 1     | 0     | —              | —              | 6      | 0      |
| 2018/19 | FC Nordsjælland | Superligaen     | 36         | 22         | 1     | 0     | 6              | 3              | 43     | 25     |
| 2019/20 | Bologna         | Serie A         | 26         | 1          | 0     | 0     | —              | —              | 26     | 1      |
| 2020/21 | Bologna         | Serie A         | 26         | 2          | 0     | 0     | —              | —              | 26     | 2      |
| 2021/22 | Bologna         | Serie A         | 18         | 0          | 1     | 0     | —              | —              | 19     | 0      |
| 2021/22 | Club Brugge     | Eerste klasse A | 15         | 6          | 2     | 0     | —              | —              | 17     | 6      |
| 2022/23 | Club Brugge     | Eerste klasse A | 23         | 7          | 2     | 1     | 5              | 1              | 30     | 9      |
| 2023/24 | Club Brugge     | Eerste klasse A | 33         | 14         | 5     | 5     | 12             | 7              | 50     | 26     |
| 2024/25 | Club Brugge     | Eerste klasse A | 19         | 8          | 2     | 0     | 6              | 0              | 27     | 8      |
| 2024/25 | VfL Wolfsburg   | Bundesliga      | 0          | 0          | 0     | 0     | —              | —              | 0      | 0      |
| Totaal  | Totaal          | Totaal          | 201        | 64         | 14    | 6     | 29             | 11             | 234    | 81     |

Bijgewerkt op 17 januari 2025.

## Interlandcarrière
Olsen maakte zijn debuut in het Deens voetbalelftal op 7 oktober 2020, toen in de MCH Arena een vriendschappelijke wedstrijd gespeeld werd tegen Faeröer. Olsen, die van bondscoach Kasper Hjulmand in de basis mocht beginnen en uiteindelijk zeventien minuten na rust gewisseld werd ten faveure van Yussuf Poulsen, opende na tweeëntwintig minuten spelen de scoren. Via doelpunten van Christian Eriksen, Joakim Mæhle en Andreas Cornelius won Denemarken uiteindelijk met 4–0. De andere Deense debutanten dit duel waren Kristian Pedersen (Birmingham City), Mathias Jensen (Brentford), Philip Billing (Bournemouth) en Jonas Wind (FC Kopenhagen).
Olsen werd in mei 2021 door Hjulmand opgeroepen voor de Deense selectie op het uitgestelde EK 2020. Tijdens het toernooi werd Denemarken uitgeschakeld in de halve finales door Engeland (2–1). Daarvoor werd in de groepsfase verloren van Finland (0–1) en België (1–2) en gewonnen van Rusland (1–4). Daarna werd in de achtste finales gewonnen van Wales (0–4) en in de kwartfinales van Tsjechië (1–2). Olsen speelde alleen tegen Finland en België mee. Zijn toenmalige teamgenoten Łukasz Skorupski (Polen) en Mattias Svanberg (Zweden) waren ook actief op het EK.
In november werd Olsen door Hjulmand opgenomen in de selectie van Denemarken voor het WK 2022. Tijdens dit WK werd Denemarken uitgeschakeld in de groepsfase na een gelijkspel tegen Tunesië en nederlagen tegen Frankrijk en Australië. Olsen kwam in twee duels in actie. Zijn toenmalige clubgenoten Noa Lang (Nederland), Simon Mignolet, Hans Vanaken (beiden België), Tajon Buchanan, Cyle Larin (beiden Canada), Denis Odoi en Kamal Sowah (beiden Ghana) waren ook actief op het toernooi.
Hjulmand nam Olsen in mei 2024 op in de selectie van Denemarken voor het EK 2024 in Duitsland. Denemarken overleefde de groepsfase na gelijke spelen tegen Slovenië, Engeland (tweemaal 1–1) en Servië (0–0), waarna Duitsland in de achtste finale met 2–0 te sterk was. Olsen speelde in drie wedstrijden mee. Zijn toenmalige clubgenoten Michał Skóraś (Polen) en Maxim De Cuyper (België) waren ook actief op het EK.
| Interlands van Andreas Skov Olsen voor Denemarken | Interlands van Andreas Skov Olsen voor Denemarken | Interlands van Andreas Skov Olsen voor Denemarken | Interlands van Andreas Skov Olsen voor Denemarken | Interlands van Andreas Skov Olsen voor Denemarken | Interlands van Andreas Skov Olsen voor Denemarken | Interlands van Andreas Skov Olsen voor Denemarken |
| №                                                 | Datum                                             | Wedstrijd                                         | Uitslag                                           | Competitie                                        | Goals                                             |                                                   |
| Als speler bij Bologna                            | Als speler bij Bologna                            | Als speler bij Bologna                            | Als speler bij Bologna                            | Als speler bij Bologna                            | Als speler bij Bologna                            | Als speler bij Bologna                            |
| ------------------------------------------------- | ------------------------------------------------- | ------------------------------------------------- | ------------------------------------------------- | ------------------------------------------------- | ------------------------------------------------- | ------------------------------------------------- |
| 1                                                 | 7 oktober 2020                                    | Denemarken – Faeröer                              | 4 – 0                                             | Vriendschappelijk                                 | 22'                                               |                                                   |
| 2                                                 | 11 oktober 2020                                   | IJsland – Denemarken                              | 0 – 3                                             | Nations League 2020/21                            |                                                   |                                                   |
| 3                                                 | 25 maart 2021                                     | Israël – Denemarken                               | 0 – 2                                             | WK 2022 kwalificatie                              |                                                   |                                                   |
| 4                                                 | 28 maart 2021                                     | Denemarken – Moldavië                             | 8 – 0                                             | WK 2022 kwalificatie                              |                                                   |                                                   |
| 5                                                 | 31 maart 2021                                     | Oostenrijk – Denemarken                           | 0 – 4                                             | WK 2022 kwalificatie                              | 58', 74'                                          |                                                   |
| 6                                                 | 2 juni 2021                                       | Duitsland – Denemarken                            | 1 – 1                                             | Vriendschappelijk                                 |                                                   |                                                   |
| 7                                                 | 12 juni 2021                                      | Denemarken – Finland                              | 0 – 1                                             | EK 2020                                           |                                                   |                                                   |
| 8                                                 | 17 juni 2021                                      | Denemarken – België                               | 1 – 2                                             | EK 2020                                           |                                                   |                                                   |
| 9                                                 | 1 september 2021                                  | Denemarken – Schotland                            | 2 – 0                                             | WK 2022 kwalificatie                              |                                                   |                                                   |
| 10                                                | 4 september 2021                                  | Faeröer – Denemarken                              | 0 – 1                                             | WK 2022 kwalificatie                              |                                                   |                                                   |
| 11                                                | 7 september 2021                                  | Denemarken – Israël                               | 5 – 0                                             | WK 2022 kwalificatie                              |                                                   |                                                   |
| 12                                                | 9 oktober 2021                                    | Moldavië – Denemarken                             | 0 – 4                                             | WK 2022 kwalificatie                              |                                                   |                                                   |
| 13                                                | 12 oktober 2021                                   | Denemarken – Oostenrijk                           | 1 – 0                                             | WK 2022 kwalificatie                              |                                                   |                                                   |
| 14                                                | 12 november 2021                                  | Denemarken – Faeröer                              | 3 – 1                                             | WK 2022 kwalificatie                              |                                                   |                                                   |
| 15                                                | 15 november 2021                                  | Schotland – Denemarken                            | 2 – 0                                             | WK 2022 kwalificatie                              |                                                   |                                                   |
| Als speler bij Club Brugge                        |                                                   |                                                   |                                                   |                                                   |                                                   |                                                   |
| 16                                                | 26 maart 2022                                     | Nederland – Denemarken                            | 4 – 2                                             | Vriendschappelijk                                 |                                                   |                                                   |
| 17                                                | 29 maart 2022                                     | Denemarken – Servië                               | 3 – 0                                             | Vriendschappelijk                                 |                                                   |                                                   |
| 18                                                | 3 juni 2022                                       | Frankrijk – Denemarken                            | 1 – 2                                             | Nations League 2022/23                            |                                                   |                                                   |
| 19                                                | 6 juni 2022                                       | Oostenrijk – Denemarken                           | 1 – 2                                             | Nations League 2022/23                            |                                                   |                                                   |
| 20                                                | 10 juni 2022                                      | Denemarken – Kroatië                              | 0 – 1                                             | Nations League 2022/23                            |                                                   |                                                   |
| 21                                                | 13 juni 2022                                      | Denemarken – Oostenrijk                           | 2 – 0                                             | Nations League 2022/23                            | 37'                                               |                                                   |
| 22                                                | 22 september 2022                                 | Kroatië – Denemarken                              | 2 – 1                                             | Nations League 2022/23                            |                                                   |                                                   |
| 23                                                | 25 september 2022                                 | Denemarken – Frankrijk                            | 2 – 0                                             | Nations League 2022/23                            | 39'                                               |                                                   |
| 24                                                | 22 november 2022                                  | Denemarken – Tunesië                              | 0 – 0                                             | WK 2022                                           |                                                   |                                                   |
| 25                                                | 30 november 2022                                  | Australië – Denemarken                            | 1 – 0                                             | WK 2022                                           |                                                   |                                                   |
| 26                                                | 16 juni 2023                                      | Denemarken – Noord-Ierland                        | 1 – 0                                             | EK 2024 kwalificatie                              |                                                   |                                                   |
| 27                                                | 19 juni 2023                                      | Slovenië – Denemarken                             | 1 – 1                                             | EK 2024 kwalificatie                              |                                                   |                                                   |
| 28                                                | 7 september 2023                                  | Denemarken – San Marino                           | 4 – 0                                             | EK 2024 kwalificatie                              |                                                   |                                                   |
| 29                                                | 10 september 2023                                 | Finland – Denemarken                              | 0 – 1                                             | EK 2024 kwalificatie                              |                                                   |                                                   |
| 30                                                | 8 juni 2024                                       | Denemarken – Noorwegen                            | 3 – 1                                             | Vriendschappelijk                                 |                                                   |                                                   |
| 31                                                | 20 juni 2024                                      | Denemarken – Engeland                             | 1 – 1                                             | EK 2024                                           |                                                   |                                                   |
| 32                                                | 25 juni 2024                                      | Denemarken – Servië                               | 0 – 0                                             | EK 2024                                           |                                                   |                                                   |
| 33                                                | 29 juni 2024                                      | Duitsland – Denemarken                            | 2 – 0                                             | EK 2024                                           |                                                   |                                                   |
| 34                                                | 5 september 2024                                  | Denemarken – Zwitserland                          | 2 – 0                                             | Nations League 2024/25                            |                                                   |                                                   |
| 35                                                | 15 oktober 2024                                   | Zwitserland – Denemarken                          | 2 – 2                                             | Nations League 2024/25                            |                                                   |                                                   |
| 36                                                | 15 november 2024                                  | Denemarken – Spanje                               | 1 – 2                                             | Nations League 2024/25                            |                                                   |                                                   |
| 37                                                | 18 november 2024                                  | Servië – Denemarken                               | 0 – 0                                             | Nations League 2024/25                            |                                                   |                                                   |

Bijgewerkt op 17 januari 2025.

## Erelijst
| Eerste klasse A | 2 | 2021/22, 2023/24 |
| Supercup        | 1 | 2022             |